# Sarcotaces verrucosus
Sarcotaces verrucosus is een eenoogkreeftjessoort uit de familie van de Philichthyidae. De wetenschappelijke naam van de soort is voor het eerst geldig gepubliceerd in 1872 door Olsson.